# Машевский (Краснодарский край)
Машевский — хутор в Гулькевичском районе Краснодарского края России. Входит в состав Соколовского сельского поселения.

## География

### Улицы
- ул. Первомайская,
- ул. Подстанция,
- ул. Почтовая,
- ул. Степная[4].

## Население
| 2002 | 2010 |
| ---- | ---- |
| 461  | ↘434 |